# Принуда към повторение
Принудата към повторение (на английски: Repetition compulsion) е психологически феномен, при който човек повтаря травматични събития или техните обстоятелства отново и отново. Това включва възстановяване на събитието или поставяне на себе си в ситуацията, в която има голяма вероятност събитието да се случи още веднъж. Това „съживяване“ може също да приеме форма на сънища, повтаряне на историята какво се е случило и дори халюцинации.
Тази концпеция е отбелязана формално от Зигмунд Фройд в неговата книга от 1920 „Отвъд принципа на удоволствието“, в която той наблюдава дете как хвърля любимата си играчка от леглото си и става тъжно, след това връща играчката обратно, само за да повтори същото действие пак. Наистина подобно поведение е общо при децата, които хвърлят играчката си далече от обсега на действието им и после плачат, за да им бъде върната. Фройд теоретизира, че децата се опитват да овладеят чувството на загуба, като играчката може би се явява като заместник на майка, която не може постоянно да присъства физически.
Фройд вярва че има два начина, за да се съживи отново миналото: 1) чрез спомени, или 2) чрез действия, бидейки последните основа за принудата към повторение.

## По-нататъшно четене
- Russell, P.L. (2006). Trauma, Repetition, and Affect. Contemp. Psychoanal., 42:601-620.
- Herman, J. (1997). Trauma and Recovery: The Aftermath of Violence – from Domestic Abuse to Political Terror, Basic Books.
- Kurt Eissler: The Chigaco Institute of Psychoanalysis and the sixth period of the development of psychoanalytic technique (1950) (a critical comment to the Alexander's 1946 essay on "The corrective emotional experience")- PSYCHOMEDIA Telematic Review